# Pál Zilahi
Pál Zilahi (1910) è stato un calciatore ungherese, di ruolo attaccante.

## Carriera
Esordì con il Ferencvaros, squadra con cui arrivò al secondo posto in campionato, per poi passare al III. Keruleti.
Nel 1934 si trasferì in Francia all'Olympique Alès e vi giocò per due anni, separati da una stagione in cui fu costretto a tornare in patria per il servizio militare.